# مالانغ دييديو
مالانغ دييديو (بالفرنسية: Malang Diedhiou) مواليد (30 أبريل 1973)،هو حكم دولي سنغالي، حكم مباريات في كأس أمم أفريقيا 2015،الألعاب الأولمبية 2016 وكأس أمم أفريقيا 2017، كذلك كان مساعد حكم فيديو في بطولة كأس القارات 2017. وشارك أيضاً في كأس العالم للأندية 2017 وكأس العالم 2018.

## كاس العالم
| كأس العالم 2018 –روسيا | كأس العالم 2018 –روسيا | كأس العالم 2018 –روسيا | كأس العالم 2018 –روسيا |
| التاريخ                | المباراة               | الملعب                 | الجولة                 |
| ---------------------- | ---------------------- | ---------------------- | ---------------------- |
| 17 يونيو 2018          | كوستاريكا – صربيا      | سامارا                 | مرحلة المجموعات        |